# Полавено
Полавено (итал. Polaveno) је насеље у Италији у округу Бреша, региону Ломбардија.
Према процени из 2011. у насељу је живело 2007 становника. Насеље се налази на надморској висини од 576 м.

## Становништво
Према резултатима пописа становништва 2011. у општини је живело 2.661 становника.
| 1951. | 1961. | 1971. | 1981. | 1991. | 2001. | 2011. |
| ----- | ----- | ----- | ----- | ----- | ----- | ----- |
| 1.751 | 1.710 | 1.639 | 1.744 | 2.024 | 2.481 | 2.661 |